# 静岡県道209号静岡朝比奈藤枝線
静岡県道209号静岡朝比奈藤枝線（しずおかけんどう209ごう しずおかあさひなふじえだせん）は静岡市葵区と藤枝市を結ぶ静岡県の一般県道である。

## 概要

### 路線データ
- 認定：1960年4月1日
- 起点：静岡市葵区羽鳥二丁目（国道362号交点）
- 終点：藤枝市下藪田（静岡県道215号伊久美藤枝線交点）
- 総延長：23.8km

## 通過する自治体
- 静岡市（葵区）
- 藤枝市

## 重複区間
- 静岡県道207号奈良間手越線（4.8km）
- 静岡県道210号相俣岡部線（6.4km）

## 接続道路
- 国道362号（静岡市葵区羽鳥〔始点〕）
- 新東名高速道路静岡SA/SIC（静岡市葵区小瀬戸/飯間） - 静岡市道を経由
- 静岡県道81号焼津森線（藤枝市岡部町村良）
- 新東名高速道路藤枝岡部IC（藤枝市高田）
- 国道1号藤枝バイパス藪田東IC（藤枝市中藪田）
- 静岡県道215号伊久美藤枝線（藤枝市下藪田〔終点〕）

## 沿線の主要施設
- 牧ヶ谷橋
- 静岡市動物愛護館
- 静岡市立南藁科小学校
- 西又峠
- 藤枝市立朝比奈第一小学校
- 道の駅玉露の里